# نمول ذهبي
نمول ذهبي (الاسم العلمي:Alternanthera aurata) هو نوع من النباتات يتبع جنس النمول من الفصيلة القطيفية.